# Кобиашвили, Леван Зурабович
Лева́н Зура́бович Кобиашви́ли (груз. ლევან ზურაბის ძე კობიაშვილი, 10 июля 1977, Тбилиси) — грузинский футболист, выступавший на позициях опорного или левого полузащитника и левого защитника. С октября 2015 года является президентом Федерации футбола Грузии.

## Карьера

### Клубная

#### «Аваза», «Динамо» (Т), «Алания»
В 1984 году, когда Левану было 7 лет, его отец по совету своего друга, экс-футболиста Пируза Рехвиашвили, отвел сына в тбилисскую спортшколу «Аваза», директором которой тогда был Михаил Месхи. За «Авазу» Кобиашвили играл в течение девяти лет. Детская команда вместе с ним неоднократно выигрывала различные республиканские турниры, а в конце 80-х выиграли детский всесоюзный турнир в Ленинграде.
В начале 1993 года, после успешного старта «Авазы» в третьей лиге чемпионата Грузии, Леван привлек к себе внимание ведущих тренеров. Реваз Дзодзуашвили, тренировавший в то время тбилисское «Динамо», пригласил его в дубль. Играл там всего 1,5 месяца: Дзодзуашвили ушёл из «Динамо», а Кобиашвили на некоторое время вернулся в «Авазу».
В 1994 году Дзодзуашвили принял «Металлург» [Рустави. Дебют Кобиашвили в официальных матчах состоялся 30 октября 1993 года — против тбилисского «Динамо», в котором «Металлург» проиграл со счётом 3:5. Летом 1995 года Давид Кипиани пригласил его на просмотр в «Динамо» Тбилиси, после которого оставил в команде. По итогам сезона 1995/96 попал в список 15 лучших футболистов Грузии.
В 1997 году Кобиашвили отыграл один сезон на правах аренды за «Аланию». По итогам сезона по версии газеты «Спорт-Экспресс» был признан лучшим дебютантом, лучшим иностранцем и лучшим молодым игроком чемпионата России.

#### «Фрайбург», «Шальке 04»
После окончания сезона Кобиашвили вернулся в Грузию, где узнал, что им интересуется тренер «Фрайбурга». Клубы быстро договорились о переходе и 10 января 1998 года он перешёл в «Фрайбург» сроком на 6 месяцев. Тренер команды сразу поставил Кобиашвили на непривычное для него место — опорного хавбека. Однако на данной позиции закрепился и по окончании сезона остался в команде.
В течение нескольких сезонов вместе с ним играли грузинские футболисты Александр Иашвили и Леван Цкитишвили. С 2003 года играл за «Шальке 04», был подписан контракт до 2010 года.

#### «Герта»
В 2010 году Кобиашвили перешёл в «Герту». Во время стыкового матча за место в первой Бундеслиге против «Фортуны» Дюссельдорф Кобиашвили, несогласный с каким-то решением, ударил по лицу арбитра Вольфганга Штарка. Дисциплинарный комитет Федерации футбола Германии первоначально вынес решение дисквалифицировать игрока на два года, но, впоследствии, через несколько недель, сократил срок дисквалификации до конца 2012 года.
10 мая 2014 года Кобиашвили провёл последний матч в карьере.

### В сборной
В 1996 году Кобиашвили дебютировал в сборной Грузии в матче против сборной Норвегии. Имея в активе 100 сыгранных матчей, он является рекордсменом сборной по числу проведённых матчей.

## Достижения
Командные
Фрайбург
- Победитель второй Бундеслиги: 2002/03

Шальке 04
- Вице-чемпион Германии: 2004/05, 2006/07
- Финалист Кубка Германии: 2004/05
- Обладатель Кубка немецкой лиги: 2005
- Финалист Кубка немецкой лиги: 2007

Герта
- Победитель второй Бундеслиги: 2010/11, 2012/13

Личные
- Футболист года в Грузии (2): 2000[6], 2005

## Личная жизнь
Вырос в спортивной семье: отец Резо и старший брат Тамаз серьёзно занимались велоспортом, выступали в различных республиканских соревнованиях.
Братья — старший Тамаз и младший Арчил. Жена Тамуна.
В октябре 2015 года возглавил Федерацию футбола Грузии.